# صراع الكفرة 2012
تتناول هذه المقالة صراع الكفرة لعام 2012. بالنسبة لصراع 2008، انظر صراع الكفرة 2008
بدأ صراع الكفرة 2012 في أعقاب ثورة 17 فبراير، وتضمن اشتباكات مسلحة بين قبائل تبو وزوية في مدينة الكفرة بإقليم برقة، ليبيا.

## الخلفية والأسباب
في يومي 12 و13 فبراير، لقي 17 شخصًا مصرعهم وأصيب 22 آخرون في قتال قبلي بين قبيلتي تبو وزوية في مدينة الكفرة. تسعة كانوا من قبيلة زوية وثمانية كانوا من قبيلة تبو. في البداية، تم استخدام نيران الأسلحة الصغيرة فقط في الاشتباكات، ولكن في اليوم الثاني تصاعد الوضع مع استخدام آر بي جي ومدافع مضادة للطائرات. ووفقًا لما ذكرته قبيلة زوية، فإن القتال بدأ عندما قتل شاب من قبيلتهم قبل ثلاثة أيام على يد ثلاثة أشخاص من قبيلة تبو. وأفاد رئيس الميليشيات المحلية للمجلس الوطني الانتقالي أن الرجل الذي كان من قبيلة زوية كان مهربًا وقُتل بعد أن أطلق النار على ميليشيا تبو، والتي كانت مكلفة بمكافحة الاتجار غير المشروع، مما أسفر عن مقتل خمسة من رجال الميليشيا. وذكرت قبيلة تبو، من جانبها، أنها تعرضت لهجوم من قبل قبيلة زوية، التي يدعمها المجلس الوطني الانتقالي، بنية إبادتهم. تدعي قبيلة تبو التمييز من قبل قبيلة زوية، بسبب كونهم من ذوي البشرة الداكنة، وذلك بمستوى أكبر مما كانت عليه خلال عهد القذافي. وقال فرحات عبد الكريم بو حارق، منسق الشؤون الاجتماعية في حكومة الكفرة المحلية، إنهم سوف يضطرون لإعلان الاستقلال إذا لم يتصرف المجلس الوطني الانتقالي إزاء الهجمات التي يشنها المرتزقة، مشيرًا إلى مقاتلي تبو.
شهدت المنطقة بالفعل اضطرابات خلال حكم معمر القذافي. في عام 2009، قمع الجيش الليبي انتفاضة مستخدمًا طائرات هليكوبتر مسلحة.

## الإطار الزمني

### فبراير 2012
في 14 فبراير، استمرت الاشتباكات في محيط الكفرة، مع إرسال المجلس الوطني الانتقالي تعزيزات لمساعدة قبيلة زوية. وقال المتحدث باسم قبيلة تبو أنه تمت محاصرتهم وقصفهم بكثافة من قبل قبيلة زوية، وأضاف أن ذلك كان محاولة لإبادة قبيلة تبو بمشاركة الحكومة. وذكر متحدث باسم المجلس الوطني الانتقالي أنه كان قتالاً على مستوى منخفض بين الثوار ومهربي الأسلحة يدعمه عناصر أجنبية. وادعى أحد أعضاء قبيلة تبو وجود خمسة قتلى من رفاقه في جولة القتال الجديدة، في حين ذكر آخر أنه لا يوجد قتلى بل إصابات فقط. واستمر القتال، وفي 15 و16 فبراير قتل 15 شخصًا وأصيب 45 آخرون من قبيلة زوية. وذكرت قبيلة تبو أنه منذ بدء المواجهات قتل 55 وأصيب 117 شخصًا من أفرادها، مع عدم إمكانية أجلاء الجرحى عبر المطار بسبب كونه تحت سيطرة قبيلة زوية.
في يوم 18 فبراير، أسفرت المزيد من الاشتباكات في الكفرة عن مقتل شخصين آخرين. عند هذه النقطة، ذُكر أن الجيش أرسل تعزيزات إلى المنطقة في محاولة لإيقاف هذا القتال بين القبائل.
في 21 فبراير، ذكر عامل بجمعية الهلال الأحمر أن 50 مدنيًا قد قتلوا في الساعات الـ 24 الماضية في الكفرة بسبب قذائف الهاون والصواريخ التي كانت تطلق على المناطق السكنية. وقال متحدث باسم قبيلة زوية أنه قد قتل ثلاثة أشخاص وأصيب 25 آخرون.
وذكر زعيم قبيلة تبو، عيسى عبد المجيد، أنه قد قتل 113 شخصًا من قبيلتهم (من بينهم ستة أطفال) وأصيب 241 جريحًا خلال عشرة أيام من القتال. ومن جانبهم، ذكرت قبيلة زوية أنه قد قتل 23 شخصًا وأصيب 53 جريحًا.
في 22 فبراير، قتل أربعة أشخاص وأصيب 10 آخرون مع تجدد القتال. وقال عبد الجليل، زعيم المجلس الوطني الانتقالي، إن أنصار القذافي يزرعون الفتنة في الكفرة لكنه لم يذكر تفاصيل.
في 23 فبراير، تم إرسال الجيش الليبي إلى الكفرة لفرض السلام. وحسبما ذكر، فإن جنود الجيش استطاعوا السيطرة على المطار والمدينة والمنطقة بأكملها، وفقًا لمصادر من قبيلة زوية داخل المدينة، واستخدمت القبيلتان السلام المتجدد لإجلاء الجرحى إلى طرابلس.
في يوم 24 فبراير، تم استئناف القتال في الكفرة، مما أسفر عن إصابة عدة أشخاص، وفقًا للقبيلتين، مع إلقاء كل قبيلة اللوم في تجدد القتال على الأخرى. وذكر مسؤول أمني من قبيلة زوية أن الجيش لم يفعل أي شيء لمنع الاشتباكات. وفي وقت لاحق خلال هذا اليوم، أكد طبيب من اللجنة الدولية للصليب الأحمر بأن حدة القتال قد انخفضت ولكن ظل الوضع متوترًا. وقامت اللجنة الدولية للصليب الأحمر بإجلاء 28 جريحًا من القبيلتين إلى مستشفى طرابلس.
في 25 فبراير، بدأ فريق تابع للأمم المتحدة بتقديم إمدادات الإغاثة. أكد جورج شاربنتييه، منسق الشؤون الإنسانية المقيم في ليبيا والتابع للأمم المتحدة ورئيس بعثة الدعم في ليبيا التابعة للأمم المتحدة، أنه كان يتم وقف لإطلاق النار بين القبائل بواسطة قوات الجيش الليبي التي في المنطقة لمنع المزيد من الاشتباكات. وحث عبد الجليل، رئيس المجلس الوطني الانتقالي، القبيلتين على الوصول لسلام.

### أبريل 2012
في 20 أبريل، اندلع القتال بعدما ورد أنه قتل رجل من قبيلة تبو على يد أفراد من قبيلة زوية. وقتل ثلاثة أشخاص في اشتباكات تالية.

### يونيو 2012
في 10 يونيو، اندلع القتال مرة أخرى في الكفرة. واشتبك أفراد من قبيلة تبو في القتال ضد المتمردين السابقين الذين أصبحوا أعضاءً في القوات المسلحة الليبية الجديدة. وقال مسؤول في مدينة الكفرة أن قبيلة تبو شنت هجومًا على المدينة بالدبابات والأسلحة الثقيلة الأخرى. وصرح ممثل لقبيلة تبو أن قبيلته هي من تعرضت للهجوم. وقال إن القتال قد اندلع بعد أن قصف رجال الميليشيا السابقون، والمعروفون باسم كتيبة درع ليبيا، حي القبيلة. لكن صرح مسؤول أمني محلي أن الذي أثار العنف هو وقوع هجوم على نقطة تفتيش أمنية في المدينة. واستمر القتال في اليوم التالي، وقتل 23 شخصًا على الأقل. ومن بين القتلى 20 شخصًا من أفراد قبيلة تبو، بينهم 15 على الأقل من مقاتلي القبائل وثلاثة جنود للحكومة.
قتل ثلاثة أشخاص آخرون في تجدد القتال بالكفرة في 26 يونيو. ثم هدأ القتال بعد ذلك في المساء. ومع ذلك، استمر القتال في وقت متأخر من يوم 27 يونيو وعلى مدى الأيام الثلاثة التالية، مما أسفر عن مقتل 47 شخصًا وإصابة 100 آخرين. بلغت حصيلة القتلى 32 شخصًا من قبيلة تبو، و14 من قبيلة زوية، وواحد من جنود الحكومة.

## النتائج المترتبة
وفقًا لبعثة الدعم في ليبيا التابعة للأمم المتحدة، قتل أكثر من 100 شخص في هذا الصراع، وفر نصف سكان الكفرة من القتال، وكان أكثر من 200 من المهاجرين الأجانب ينتظرون الأجلاء اعتبارًا من 29 فبراير. وشهد أيضًا صحفي بوكالة أسوشيتد برس على أرض الواقع 160 منزلاً على الأقل قد هدم بواسطة هجمات صاروخية في حي واحد مع إصابة القصف أيضًا لمدرسة حيث كان يبحث فيها مدنيون عن مأوى.